# Партизанска бригада „Георги Димитров“
Партизанска бригада „Георги Димитров“ е подразделение на Пета Старозагорска въстаническа оперативна зона на НОВА по време на партизанското движение в България (1941-1944). Действа в околностите на Стара Загора.
През 1942 г. в Старозагорско е създадена партизанска чета, която по нареждане на ЦК на БКП се влива в Партизански отряд „Христо Ботев“. От 1943 г. действа самостоятелно в Старозагорско. На 20 март същата година води бой в местността „Боздугановска кория“, на 3 юни - край с. Бенковски. През зимата на 1943 г. зимува в местността „Джамбазлий“, североизточно от Стара Загора, където известно време престоява и новозагорската партизанска чета.
През април 1944 г. партизаните от Старозагорско, Казанлъшко и Новозагорско се обединяват в отряд „Георги Димитров“. Командир на отряда е Еньо Танев (Карата), политкомисар Иван Динев (Благоев). Провежда акции в селата в околността на Стара Загора, напада мините „Българка“, „Бутора“, „Надежда“ и „Твърдица“.
През юли 1944 г. отрядът прераства в бригада, чрез обединение с партизаните от Карловско, Казанлъшко и Новозагорско: Партизански отряд „Георги Гърбачев“, Партизански отряд „Марко Чернев“, Партизански отряд „Петко Енев“ и Партизански отряд „Цвятко Радойнов“. Командир на бригадата е Стою Неделчев-Чочоолу, политкомисар Йордан Вълев (Илич). От август същата година, бригадата нелегално издава свой печатен орган в-к „Народна борба“.
На 9 септември 1944 г. участва в установяването на властта на ОФ в села в Старозагорско.